# Megalospora pachycheila
Megalospora pachycheila är en lavart som först beskrevs av Edward Tuckerman, och fick sitt nu gällande namn av Sipman. Megalospora pachycheila ingår i släktet Megalospora och familjen Megalosporaceae.   Inga underarter finns listade i Catalogue of Life.